# Carlo Biotti
Carlo Biotti (n. 5 iunie 1901, Milano, Regatul Italiei – d. 10 decembrie 1977, Alassio, Liguria, Italia) a fost un magistrat italian specializat în instrumentarea delictelor comise de Cosa Nostra și în investigațiile de combatere a terorismului.
A fost judecător la  Curtea Supremă din Italia și a președinte al Curții Penale din Milano. Carlo Biotti, împreună cu Giovanni Falcone și Paolo Borsellino, este considerat unul dintre cei mai importanți magistrați și unul dintre cei mai respectați judecători din istoria justiției italiene.
Judecătorul Biotti este considerat un judecător conservator, dar a apărat principiile de liberale.
Biotti a fost președinte al Camerei a Curții din Milano și al Consiliului Director al echipei de fotbal AC Milan. Judecătorul Carlo Biotti este bunicul lui Paolo Biotti Natoli avocat activ în asociativitate.